# Ewa Czaczkowska
Ewa Katarzyna Czaczkowska (ur. 25 listopada 1961) – polska historyk, dziennikarka, publicystka i biografistka.

## Życiorys
Ewa Katarzyna Czaczkowska urodziła się 25 listopada 1961. Absolwentka historii na Uniwersytecie Mikołaja Kopernika w Toruniu w 1985 i dziennikarstwa na Uniwersytecie Warszawskim – podyplomowe dwuletnie Dzienne Studium Dziennikarstwa w 1988. Dziennikarka uzyskała stopień doktora nauk humanistycznych w zakresie historii w 2013.
Od 2012 jest pracownikiem naukowym w Instytucie Edukacji Medialnej i Dziennikarstwa na Wydziale Teologicznym Uniwersytetu Kardynała Stefana Wyszyńskiego w Warszawie. W 2013 została adiunktem. Jej obszarem badań naukowych są historia mediów, historia Kościoła, biografistyka, teoria mediów.
W latach 2016–2020 była ekspertem naukowym Muzeum Jana Pawła II i Prymasa Wyszyńskiego w Warszawie. Jest współautorką wystawy głównej Muzeum Jana Pawła II i Prymasa Wyszyńskiego w Warszawie. Od 2020 roku jest dyrektorem Biura Komunikacji i Promocji UKSW. Felietonistka tygodnika „Gość Niedzielny”.
Jako dziennikarka w latach 1990–2013 pracowała w dzienniku „Rzeczpospolita”, a wcześniej w tygodniku „Zielony Sztandar” (1988–1990, reporterka). Jest laureatką pierwszej Nagrody Dziennikarskiej „Ślad” im. bp. Jana Chrapka (2002). W 2010 założyła Fundację Areopag XXI, a do 2018 była redaktorem naczelnym, i założycielką, portalu internetowego Areopag21.pl „Rozmowy o Bogu, wierze i religii”. Publikowała w czasopismach m.in.: „Gość Niedzielny”, „Do Rzeczy”, „Wprost”, „Uważam Rze”, a także „Idziemy” oraz kwartalniku „Homo Dei”. Publikowała także na portalach internetowych m.in.: Aleteia, Stacja 7. Prowadziła audycje w PR24. Do 2020 była współorganizatorką Festiwalu Filmów Dokumentalnych Kino z duszą. W czerwcu 2020 minister kultury i dziedzictwa narodowego Piotr Gliński powołał ją w skład Rady Programowej Instytutu Dziedzictwa Myśli Narodowej im. Romana Dmowskiego i Ignacego Jana Paderewskiego.
Jest autorką książek biograficznych w tym prymasa Stefana Wyszyńskiego, św. Faustyny Kowalskiej, bł. ks. Jerzego Popiełuszki oraz dziewięciu zagranicznych w językach m.in.: angielskim, hiszpańskim, włoskim, francuskim, chorwackim, litewskim, słoweńskim. Laureatka pięciu „Feniksów” Stowarzyszenia Wydawców Katolickich.
Jest członkiem Zespołu Redakcyjnego przygotowującego publikację dzienników prymasa Stefana Wyszyńskiego Pro memoria. Uczestniczyła w opracowaniu Positio – procesu beatyfikacyjnego prymasa Stefana Wyszyńskiego. Jest członkiem Międzynarodowej Akademii Bożego Miłosierdzia.

## Publikacje
- Kościół XX wieku, Wydawnictwo Księgarnia św. Jacka 1999, ISBN 83-7030-232-7.
- Kardynał Wyszyński. Biografia, Wydawnictwo Świat Książki, Warszawa 2009, wyd. II Wydawnictwo SIW Znak 2013, ISBN 978-83-240-1899-4.
- Ksiądz Jerzy Popiełuszko, Wydawnictwo Świat Książki, 2004, wyd. II 2009, ISBN 978-83-247-1536-7 (współautor: Tomasz Wiścicki)
- Siostra Faustyna. Biografia Świętej, Wydawnictwo SIW Znak, Kraków 2012, ISBN 978-83-240-1894-9.
- Cuda świętej Faustyny, Wydawnictwo SIW Znak, Kraków 2014, ISBN 978-83-240-3131-3.
- Papież, który uwierzył. Jak Karol Wojtyła przekonał Kościół do kultu Bożego Miłosierdzia, Wydawnictwo SIW Znak, Kraków 2016, ISBN 978-83-240-4087-2.
- Muzeum Dom Rodzinny Jana Pawła II w Wadowicach, Wydawnictwo Muzeum Dom Rodzinny Jana Pawła II w Wadowicach, Wadowice 2015, ISBN 978-83-931948-5-8.
- Stefan Wyszyński. Pro memoria tom II:1953, Wydawnictwo Archidiecezja Warszawska, Archidiecezja Gnieźnieńska, IPN, UKSW, Warszawa 2017, ISBN 978-83-8098-274-1.
- Ksiądz Jerzy Popiełuszko. Wiara-nadzieja, miłość. Biografia błogosławionego, Warszawa 2017, Wydawnictwo EDIPRESE ISBN 978-83-8117-096-3 (współautor: z Tomasz Wiścicki)
- Bajki mariackie, Wydawnictwo Znak emotikon, Kraków 2019, ISBN 978-83-240-5134-2.
- Będziesz miłował…Krótka historia życia Stefana Wyszyńskiego, prymasa Polski, Wydawnictwo Instytut Gość Media, Katowice 2019, ISBN 978-83-954371-6-8.
- Święta Faustyna i miłosierdzie Boże, Wydawnictwo Znak emotikon, Kraków 2020, ISBN 978-83-240-5200-4.
- Prymas Wyszyński. Wiara nadzieja miłość, Wydawnictwo SIW Znak, Kraków 2020, ISBN 978-83-240-5913-3.
- Niewidoma, która otwierała oczy widzącym, Zgromadzenie Sióstr Franciszkanek Służebnic Krzyża, Laski 2021, ISBN 978-83-95120-02-2.

## Nagrody i wyróżnienia
- Nagroda „Feniks” Stowarzyszenia Wydawców Katolickich w kategorii publicystyki i popularyzacji za książkę Kościół XX wieku (2000)[16]
- Nagroda Dziennikarska im. Biskupa Jana Chrapka „Ślad” (2002)
- Nominacja do nagrody dziennikarskiej „Press” w kategorii dziennikarstwo specjalistyczne (2005)
- Brązowy medal im. Jana Pawła II za zasługi dla Archidiecezji Krakowskiej (2012)[17]
- Nagroda „Feniks” Stowarzyszenia Wydawców Katolickich w kategorii publicystyka religijna za książkę Siostra Faustyna. Biografia Świętej (2013)[18]
- Nagroda „Feniks” Stowarzyszenia Wydawców Katolickich w kategorii publicystyka religijna za książkę Kardynał Wyszyński. Biografia (2014)[19]
- Złoty Krzyż Zasługi (2014, za zasługi dla polskiego dziennikarstwa oraz wybitne zasługi w budowaniu niezależnej prasy)[2]
- Nagroda „Feniks” Stowarzyszenia Wydawców Katolickich w kategorii historia za publikację Stefan Wyszyński. Pro memoria, tom II: 1953 (2018)[20]
- Nagroda „Żółtej Ciżemki” Biblioteki Kraków za książkę „Bajki mariackie” (2020)[21]
- Nagroda „Feniks” Stowarzyszenia Wydawców Katolickich w kategorii historia – „Niepodległa” za „Prymas Wyszyński a Niepodległa. Naród – patriotyzm – państwo w myśli i nauczaniu Prymasa Tysiąclecia” red. Ewa K. Czaczkowska, Rafał Łatka (2020)
- Wyróżnienie Nagroda „Feniks” Stowarzyszenia Wydawców Katolickich w kategorii eseistyka za książkę „Historie kobiet wybranych” (2020)
- Nominacja do Międzynarodowej Nagrody im. Witolda Pileckiego w II kategorii reportaży historycznych, biografii i wspomnień za książkę „Prymas Wyszyński. Wiara, nadzieja, miłość” (2021)